# Every Grain of Sand
Every Grain of Sand – piosenka skomponowana przez Boba Dylana, nagrana przez niego w maju 1981 r., wydana na albumie Shot of Love w sierpniu 1981 r.

## Historia i charakter utworu
Utwór ten został nagrany w studiu Clover Recorders w Los Angeles w Kalifornii na początku maja 1981 r. Była to czternasta sesja nagraniowa tego albumu. Producentem sesji byli Chuck Plotkin i Bob Dylan.
Piosenka ta jest duchowym wyznaniem w "chwili mojej najgłębszej potrzeby" i wyraża uczucia izolacji, osamotnienia i niepowodzenia. Jest zapewne jednym z najbardziej poruszających i pełnych pasji utworów Dylana.
Równocześnie można zobaczyć, jak pomimo całego uduchowienia utworu, zmierza on nieuchronnie do refleksji nad podróżą po wnętrzu duszy artysty i okazuje się, że ostatecznie odchodzi od ewangelizmu. Oczywiście autor ofiarowuje sobie pocieszenie w biblijnych odwołanych (np. "każdy włos jest policzony"), jednak zmierza do tego, że taka wiedza jest wystarczającą nagrodą za bóle śmiertelnej egzystencji.
Uważa się, że wiersz Williama Blake’a "Auguries of Innocence" wpłynął na powstanie piosenki, zwłaszcza gdy chodzi o proste postrzeżenie istnienia Boga we wszystkich rzeczach. Wyraźnie ukazuje to cytat: "I can see the Master’s hand/in every grain of sand" ("Mogę spostrzec rękę pana/w każdym ziarnku piasku"). Również element wątpliwości jest wspólny.
Dylan wykonuje ten utwór od 1981 r. właściwie podczas każdej tury koncertowej, jednak bardzo rzadko.
Sheryl Crow zaśpiewała "Every Grain of Sand" na ceremonii pogrzebowej Johnny’ego Casha.

## Muzycy
- Bob Dylan – wokal, gitara
- Steve Ripley – gitara
- Fred Tackett – gitara
- Danny Kortchmar – gitara
- Steve Douglas - saksofon
- Benmont Tench - instrumenty klawiszowe
- Carl Pickhardt - fortepian
- Tim Drummond – gitara basowa
- Jim Keltner – perkusja
- Madelyn Quebec, Regina Havis, Clydie King - chórki

## Dyskografia
Albumy
- Shot of Love (1981)
- Biograph' (1985)
- The Bootleg Series Volumes 1–3 (Rare & Unreleased) 1961–1991 (1991) – wersja na grana 23 września 1980 r.
- Bob Dylan na albumie ze ścieżką dźwiękową Another Day in Paradise (1996)

## Wykonania piosenki przez innych artystów
- Nana Mouskouri – Song for Liberty (1982)
- Giant Sand - Swerve (1990)
- Willie Hona - Keep an Open Heart (1991)
- Emmylou Harris – Wrecking Ball (1995)
- Magnapop na albumie różnych wykonawców Outlaw Blues, Volume 2 (1995)
- Rich Lerner and the Groove - Cover Down (2000)
- Barb Jungr - Every Grain of Sand: Barb Jungr Sings Bob Dylan (2002)
- Barbara Sfraga - Under the Moon (2003)